# Republiek Zuid-Vietnam
De Republiek Zuid-Vietnam was de staat die opgericht werd na de val van Saigon op 30 april 1975. De republiek bestond 14 maanden tot 2 juli 1976, de dag waarop ze met Noord-Vietnam verenigd werd tot de Socialistische Republiek Vietnam.

## Regering
De regering van de republiek heette de Voorlopige Revolutionaire Regering van de Republiek van Zuid-Vietnam (Vietnamees: Chinh Phu Lam Thoi Cong Hoa Cach Mang Mien Nam Viet Nam), afgekort PRG. De vlag was dezelfde als die door de Vietcong-guerrilla gebruikt werd. De regering werd opgericht door het Nationaal Bevrijdingsfront in 1969 als oppositie tegen de regering van Zuid-Vietnam die door de Verenigde Staten van Amerika werd gesteund. Het werkte vooral als een soort van regering in ballingschap, en was op zichzelf niet een directe bedreiging voor de regering van Zuid-Vietnam. "De voorlopige revolutionaire regering" had geen echte macht totdat ze na de val van Saigon in 1975 onder de naam Republiek van Zuid-Vietnam de formele controle van Zuid-Vietnam overnam.